# Air Leap (Norwegen)
Air Leap AS war eine norwegische virtuelle Fluggesellschaft mit Sitz in Oslo. Sie ist eine Tochtergesellschaft der norwegischen Olsen Gruppen AS.

## Geschichte
Air Leap wurde im März 2018 als virtuelle Fluggesellschaft Next Move von den Eigentümern der Fluggesellschaft Fly Viking gegründet. Next Move wurde in Air Leap umbenannt, nachdem das Unternehmen Teile der insolventen schwedischen Fluggesellschaft Nextjet gekauft hatte.
Am 24. Januar 2022 stellte die schwedische Fluggesellschaft Air Leap ihren Betrieb ein und somit finden auch keine Flüge in Norwegen statt. Im Februar 2023 wurde gemeldet, dass die Restrukturierung gescheitert ist und das Unternehmen insolvent ist.

## Flugziele
Air Leap betrieb die Route Oslo-Gardermoen – Ørland. Der Flugbetrieb wird von der dänischen Danish Air Transport (DAT) ausgeführt. Am 1. April 2020 wurde die Route Oslo-Gardermoen – Røros aufgenommen. Der Flugbetrieb wird von der schwedischen Air Leap mit einer Saab 340B ausgeführt.